# Dugesia dorotocephala
Dugesia dorotocephala är en plattmaskart. Dugesia dorotocephala ingår i släktet Dugesia och familjen Planariidae. Inga underarter finns listade i Catalogue of Life.